# Viking Cruises
La Viking Cruises (meglio conosciuta semplicemente come Viking) è una compagnia di navigazione dedita al mercato delle crociere oceaniche e fluviali. Ha sede a Basilea in Svizzera e a Los Angeles, California.
La compagnia offre tre servizi di navigazione, Viking Ocean Cruises, Viking River Cruises ed Viking Expedition. In tutto la flotta è composta da 76 imbarcazioni, di cui 6 sono crociere oceaniche.

## Storia

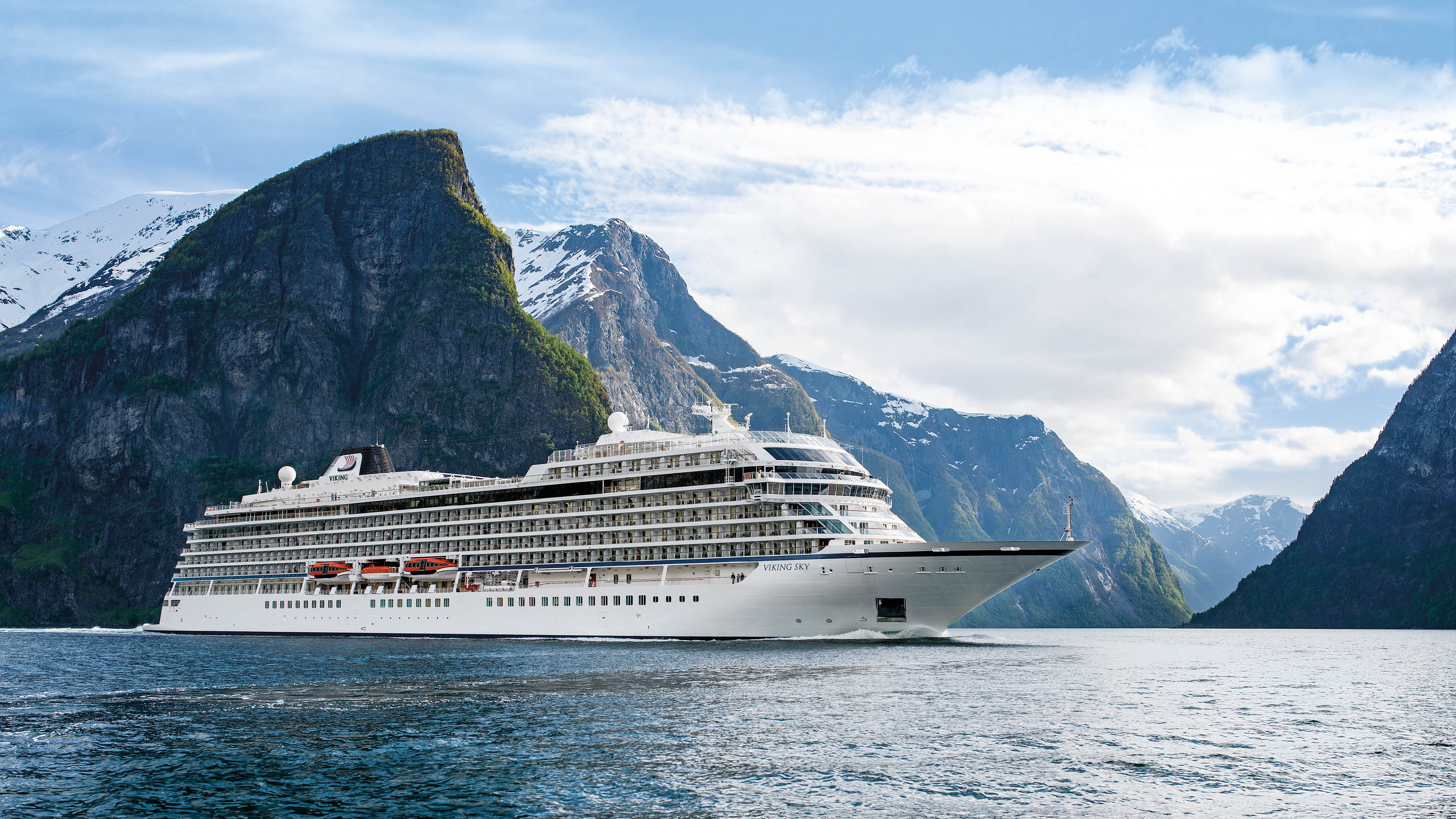
Viking Sky

La compagnia è stata fondata da Torstein Hagen a San Pietroburgo come Viking River Cruises, nel 1997. Hagen era stato coinvolto nelle crociere come consulente McKinsey and Co. che ha aiutato la Holland America Line a sopravvivere alla crisi petrolifera del 1973, per poi diventare CEO di Royal Viking Line dal 1980 al 1984. Arricchitosi con i mercati di private equity russi, ha acquistato una partecipazione di controllo in una compagnia di navigazione olandese che ha fallito a metà degli anni '90, lasciandolo quasi in bancarotta. Nel 1997, Hagen aiutò alcuni oligarchi russi ad acquistare una compagnia di navigazione e, in cambio, gli vendettero quattro navi da crociera fluviali a buon mercato, che divennero la flotta fondatrice di Viking River Cruises.
La compagnia è stata fondata da Torstein Hagen a San Pietroburgo come Viking River Cruises, nel 1997. Hagen era stato coinvolto nelle crociere come consulente McKinsey and Co. che ha aiutato la Holland America Line a sopravvivere alla crisi petrolifera del 1973, per poi diventare CEO di Royal Viking Line dal 1980 al 1984. Arricchitosi con i mercati di private equity russi, ha acquistato una partecipazione di controllo in una compagnia di navigazione olandese che ha fallito a metà degli anni '90, lasciandolo quasi in bancarotta. Nel 1997, Hagen aiutò alcuni oligarchi russi ad acquistare una compagnia di navigazione e, in cambio, gli vendettero quattro navi da crociera fluviali a buon mercato, che divennero la flotta fondatrice di Viking River Cruises.
La compagnia è stata fondata da Torstein Hagen a San Pietroburgo come Viking River Cruises, nel 1997. Hagen era stato coinvolto nelle crociere come consulente McKinsey and Co. che ha aiutato la Holland America Line a sopravvivere alla crisi petrolifera del 1973, per poi diventare CEO di Royal Viking Line dal 1980 al 1984. Arricchitosi con i mercati di private equity russi, ha acquistato una partecipazione di controllo in una compagnia di navigazione olandese che ha fallito a metà degli anni '90, lasciandolo quasi in bancarotta. Nel 1997, Hagen aiutò alcuni oligarchi russi ad acquistare una compagnia di navigazione e, in cambio, gli vendettero quattro navi da crociera fluviali a buon mercato, che divennero la flotta fondatrice di Viking River Cruises.
La compagnia è stata fondata da Torstein Hagen a San Pietroburgo come Viking River Cruises, nel 1997. Hagen era stato coinvolto nelle crociere come consulente McKinsey and Co. che ha aiutato la Holland America Line a sopravvivere alla crisi petrolifera del 1973, per poi diventare CEO di Royal Viking Line dal 1980 al 1984. Arricchitosi con i mercati di private equity russi, ha acquistato una partecipazione di controllo in una compagnia di navigazione olandese che ha fallito a metà degli anni '90, lasciandolo quasi in bancarotta. Nel 1997, Hagen aiutò alcuni oligarchi russi ad acquistare una compagnia di navigazione e, in cambio, gli vendettero quattro navi da crociera fluviali a buon mercato, che divennero la flotta fondatrice di Viking River Cruises.

https://www.meretmarine.com/fr/construction-navale/fincantieri-met-a-l-eau-le-paquebot-viking-mira
https://assets.meretmarine.com/s3fs-public/styles/large_xl/public/images/2025-07/varo_viking_mira_2.jpg?h=74f4be6f&itok=tGtF-tpz
https://assets.meretmarine.com/s3fs-public/styles/medium_lg/public/images/2025-07/varo_viking_mira_1.jpg?itok=SD2rhon8

## Flotta
newest ship: Viking Vesta